# 196 a. C.
El año 196 a. C. fue un año del calendario romano prejuliano. En el Imperio romano, fue conocido como el año 558 Ab Urbe condita.

## Acontecimientos

### República Romana
- Tito Quincio Flaminino proclama la libertad total de todos los griegos continentales en Corinto, durante los Juegos Ístmicos.
- Flaminino acusa al gobernante espartano, Nabis, de tiranía, toma Gitión en Laconia y fuerza a Nabis a rendir Argos.

### Hispania
- Cerdubeles, régulo de Cástulo.[1]
- Continúa la rebelión indígena. Q. Minucio Termo es pretor de la Hispania Citerior y Quinto Fabio Buteón de la Ulterior. Tienen lugar las batallas de Turda e Iliturgi.
- Se talla la Piedra de Rosetta con un decreto en honor a Tolomeo V en tres escrituras distintas. Sirvió para que el francés Jean-François Champollion pudiera descifrar la escritura jeroglífica en el siglo XIX.[2]